# Sportjahr 2020
Liste der Sportjahre

◄◄ | ◄ | 2016 | 2017 | 2018 | 2019 | Sportjahr 2020 | 2021 | 2022 | 2023 | 2024 | ►

Weitere Ereignisse   · Olympische Spiele

## American Football
- 2. Februar: Die Kansas City Chiefs gewinnen Super Bowl LIV in Miami Gardens, Florida, gegen die San Francisco 49ers mit 31:20.

## Badminton
Die Höhepunkte des Badmintonjahres 2020 fanden vor allem in den ersten drei Monaten des Jahres statt, unter anderem die All England. Danach war die Saison durch Absagen aufgrund der COVID-19-Pandemie geprägt. Auch Olympia wurde in das Jahr 2021 verschoben.

### BWF World Tour 1000, 750, 500 und 300
| Veranstaltung         | Report            | Herreneinzel      | Dameneinzel          | Herrendoppel                                   | Damendoppel                   | Mixed                                          |
| World Tour Finals     | World Tour Finals | World Tour Finals | World Tour Finals    | World Tour Finals                              | World Tour Finals             | World Tour Finals                              |
| --------------------- | ----------------- | ----------------- | -------------------- | ---------------------------------------------- | ----------------------------- | ---------------------------------------------- |
| BWF World Tour Finals | Report            | Anders Antonsen   | Tai Tzu-ying         | Lee Yang Wang Chi-lin                          | Lee So-hee Shin Seung-chan    | Dechapol Puavaranukroh Sapsiree Taerattanachai |
| Super 1000            |                   |                   |                      |                                                |                               |                                                |
| All England           | Report            | Viktor Axelsen    | Tai Tzu-ying         | Hiroyuki Endo Yuta Watanabe                    | Yuki Fukushima Sayaka Hirota  | Praveen Jordan Melati Daeva Oktavianti         |
| China Open            | -                 | abgesagt          | abgesagt             | abgesagt                                       | abgesagt                      | abgesagt                                       |
| Indonesia Open        | -                 | abgesagt          | abgesagt             | abgesagt                                       | abgesagt                      | abgesagt                                       |
| Yonex Thailand Open   | Report            | Viktor Axelsen    | Carolina Marín       | Lee Yang Wang Chi-lin                          | Greysia Polii Apriyani Rahayu | Dechapol Puavaranukroh Sapsiree Taerattanachai |
| Toyota Thailand Open  | Report            | Viktor Axelsen    | Carolina Marín       | Lee Yang Wang Chi-lin                          | Kim So-young Kong Hee-yong    | Dechapol Puavaranukroh Sapsiree Taerattanachai |
| Super 750             |                   |                   |                      |                                                |                               |                                                |
| Japan Open            | -                 | abgesagt          | abgesagt             | abgesagt                                       | abgesagt                      | abgesagt                                       |
| Denmark Open          | Report            | Anders Antonsen   | Nozomi Okuhara       | Marcus Ellis Chris Langridge                   | Yuki Fukushima Sayaka Hirota  | Mark Lamsfuß Isabel Herttrich                  |
| French Open           | -                 | abgesagt          | abgesagt             | abgesagt                                       | abgesagt                      | abgesagt                                       |
| Fuzhou China Open     | -                 | abgesagt          | abgesagt             | abgesagt                                       | abgesagt                      | abgesagt                                       |
| Malaysia Open         | -                 | abgesagt          | abgesagt             | abgesagt                                       | abgesagt                      | abgesagt                                       |
| Super 500             |                   |                   |                      |                                                |                               |                                                |
| Malaysia Masters      | Report            | Kento Momota      | Chen Yufei           | Kim Gi-jung Lee Yong-dae                       | Li Wenmei Zheng Yu            | Zheng Siwei Huang Yaqiong                      |
| Indonesian Masters    | Report            | Anthony Ginting   | Ratchanok Intanon    | Markus Fernaldi Gideon Kevin Sanjaya Sukamuljo | Greysia Polii Apriyani Rahayu | Zheng Siwei Huang Yaqiong                      |
| Singapore Open        | -                 | abgesagt          | abgesagt             | abgesagt                                       | abgesagt                      | abgesagt                                       |
| Korea Open            | -                 | abgesagt          | abgesagt             | abgesagt                                       | abgesagt                      | abgesagt                                       |
| Hong Kong Open        | -                 | abgesagt          | abgesagt             | abgesagt                                       | abgesagt                      | abgesagt                                       |
| India Open            | -                 | abgesagt          | abgesagt             | abgesagt                                       | abgesagt                      | abgesagt                                       |
| Super 300             |                   |                   |                      |                                                |                               |                                                |
| Thailand Masters      | Report            | Ng Ka Long        | Akane Yamaguchi      | Ong Yew Sin Teo Ee Yi                          | Chen Qingchen Jia Yifan       | Marcus Ellis Lauren Smith                      |
| Spain Masters         | Report            | Viktor Axelsen    | Pornpawee Chochuwong | Kim Astrup Anders Skaarup Rasmussen            | Greysia Polii Apriyani Rahayu | Kim Sa-rang Kim Ha-na                          |

## Biathlon
- 12. bis 23. Februar: Biathlon-Weltmeisterschaften 2020 in Antholz (Italien)

## Bob- und Skeleton
- 18. Februar bis 1. März: Bob- und Skeleton-Weltmeisterschaften 2020 in Altenberg (Deutschland)

## Fußball

### Höhepunkte im europäischen Vereinsfußball
- 18. Mai: Finale der UEFA Women’s Champions League 2019/20 in San Sebastián (Spanien)
- 29. Mai: Finale der UEFA Europa League 2019/20 in Köln (Deutschland)
- 1. Juni: Finale der UEFA Champions League 2019/20 in Lissabon (Portugal)

## Gestorben

### Januar

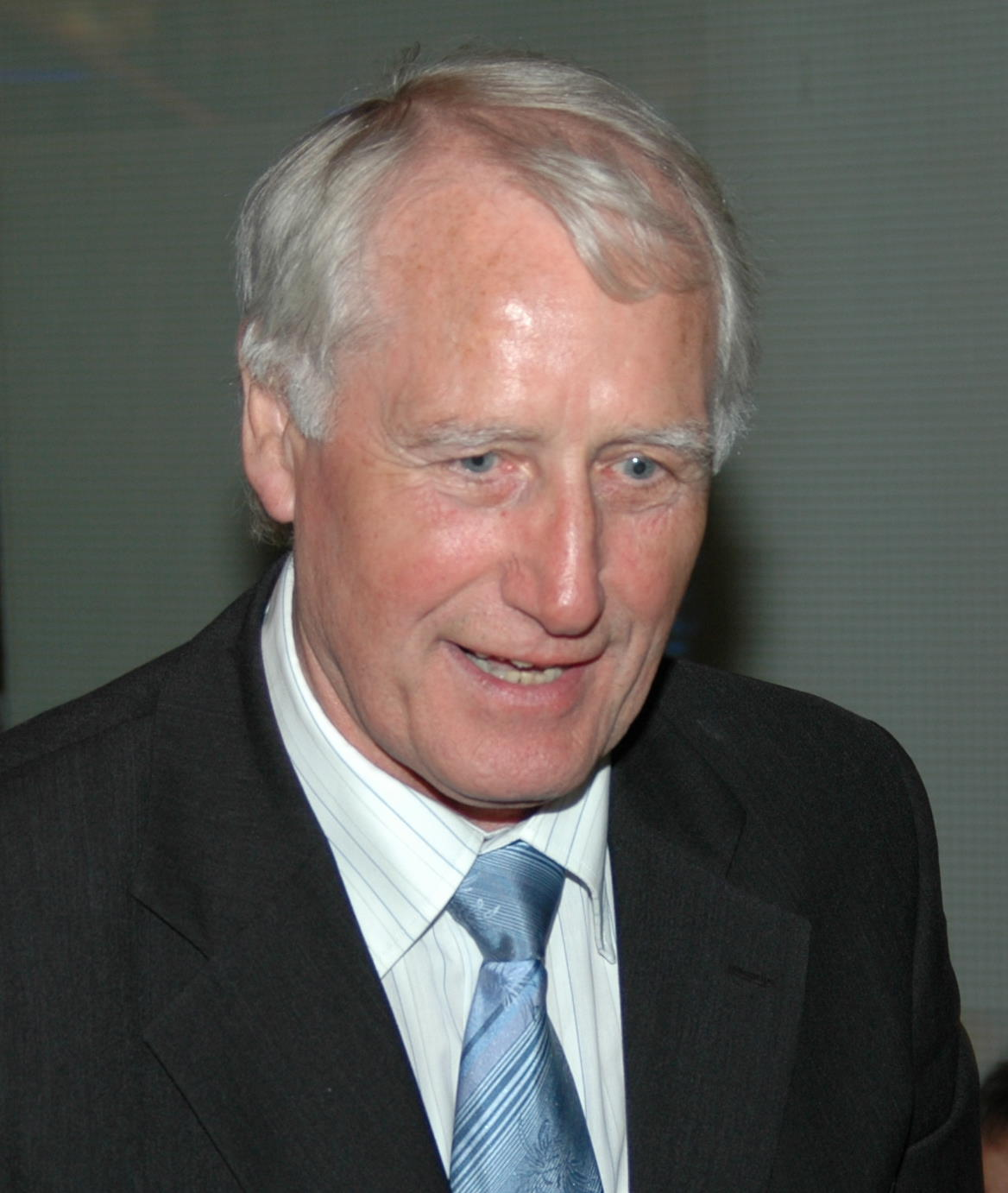
Hans Tilkowski (2005)

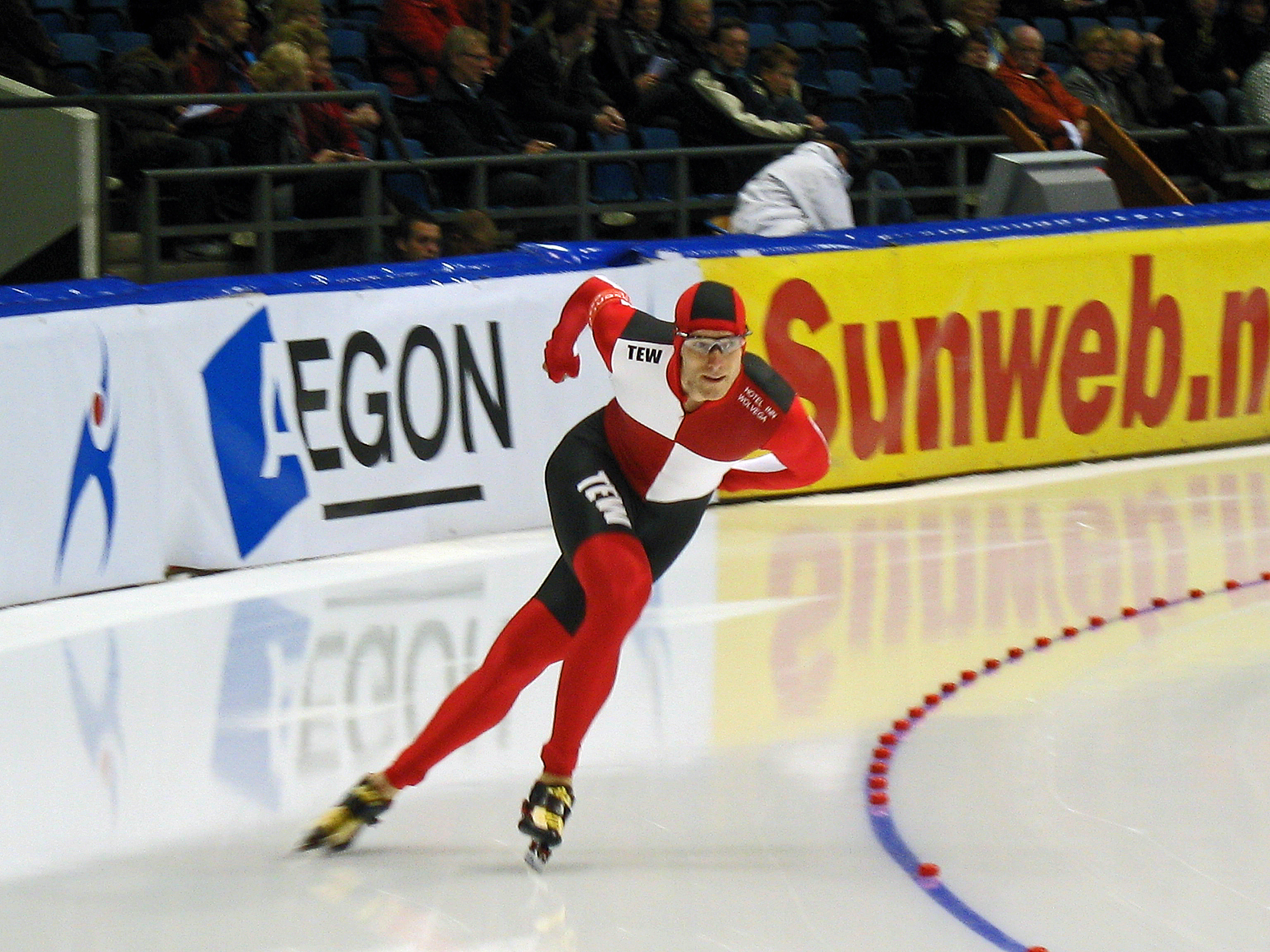
Roger Schneider (2008)

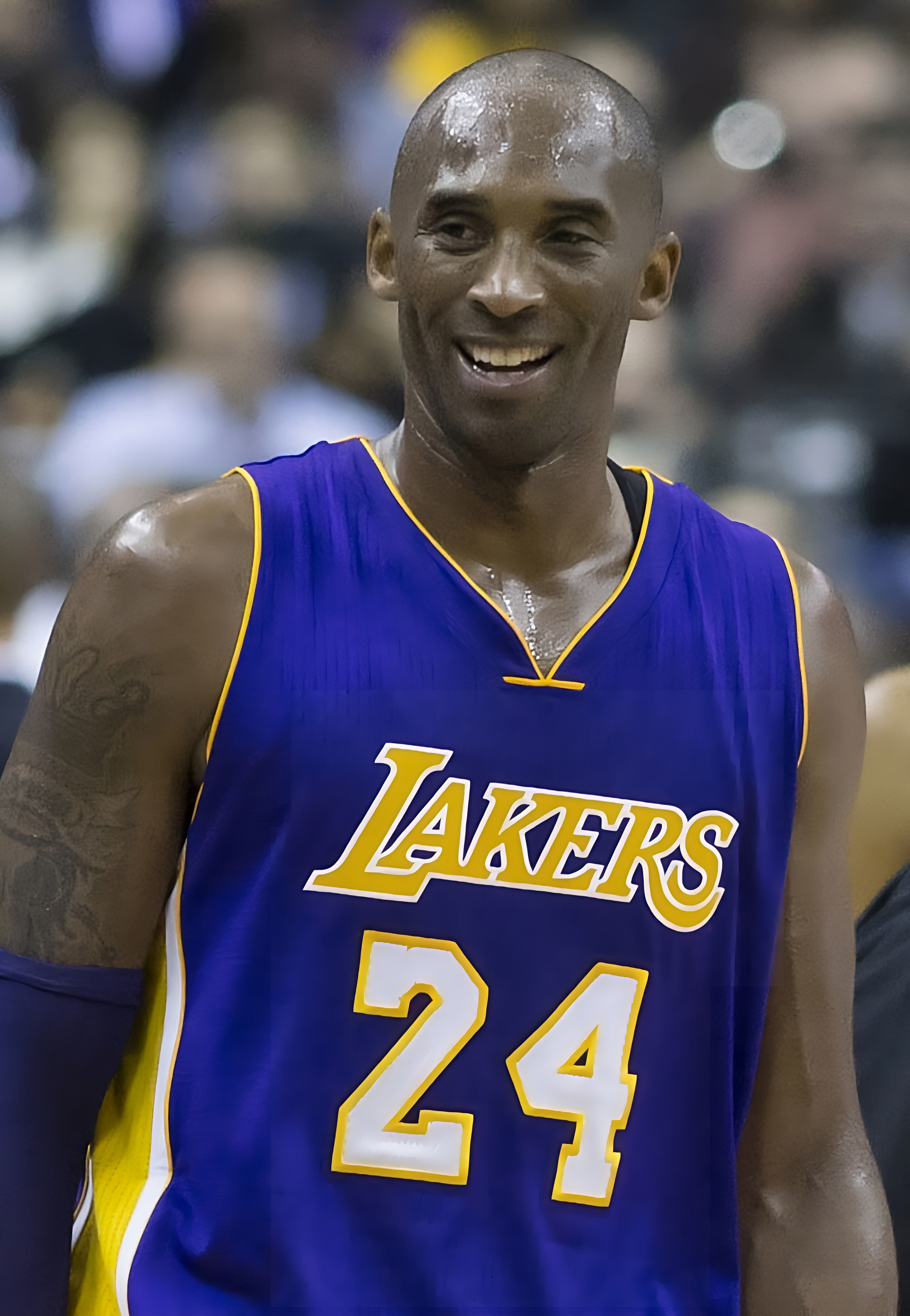
Kobe Bryant (2015)

- 01. Januar: Günter Brümmer, deutscher Kanute und Kanutrainer (* 1933)
- 01. Januar: Carlos De León, puerto-ricanischer Boxer (* 1959)
- 01. Januar: Don Larsen, US-amerikanischer Baseballspieler (* 1929)
- 01. Januar: David Stern, US-amerikanischer Basketballfunktionär (* 1942)
- 02. Januar: Hubert Numrich, deutscher Kampfsportler (* 1958)
- 02. Januar: Walter Rohlfing, deutscher American-Football-Trainer und -Spieler (* 1956)
- 04. Januar: Sepp Achatz, deutscher Skilangläufer (* 1931)
- 05. Januar: Hans Tilkowski, deutscher Fußballtorwart und -trainer (* 1935)
- 07. Januar: Zijad Arslanagić, bosnisch-jugoslawischer Fußballspieler (* 1936)
- 08. Januar: John Lysak, US-amerikanischer Kanute (* 1914)
- 09. Januar: Gregory Gates, US-amerikanischer Ruderer (* 1926)
- 10. Januar: Guido Messina, italienischer Radrennfahrer (* 1931)
- 12. Januar: Paulo Gonçalves, portugiesischer Motorradrennfahrer (* 1979)
- 13. Januar: Sophie Kratzer, deutsche Eishockeyspielerin (* 1989)
- 13. Januar: Maurice Moucheraud, französischer Radrennfahrer (* 1933)
- 14. Januar: Jerry Norton, US-amerikanischer American-Football-Spieler (* 1931)
- 15. Januar: Dieter Herrmann, deutscher Radsporttrainer (* 1936)
- 15. Januar: Rocky Johnson, kanadischer Wrestler (* 1944)
- 17. Januar: Pietro Anastasi, italienischer Fußballspieler (* 1948)
- 17. Januar: John Hine, britischer Automobilrennfahrer (* 1933)
- 17. Januar: Roger Schneider, Schweizer Inline-Speedskater und Eisschnellläufer (* 1983)
- 17. Januar: Rhona Wurtele, kanadische Skirennläuferin (* 1922)
- 19. Januar: Kâzım Ayvaz, türkischer Ringer (* 1938)
- 21. Januar: Theodor Wagner, österreichischer Fußballspieler (* 1927)
- 23. Januar: Alfred Körner, österreichischer Fußballspieler (* 1926)
- 24. Januar: Duje Bonačić, jugoslawischer Ruderer (* 1929)
- 24. Januar: Walter Fembeck, deutscher Sportfunktionär (* 1921)
- 24. Januar: Horst Meyer, deutscher Ruderer (* 1941)
- 24. Januar: Rob Rensenbrink, niederländischer Fußballspieler (* 1947)
- 26. Januar: Kobe Bryant, US-amerikanischer Basketballspieler (* 1978)
- 28. Januar: Chris Doleman, US-amerikanischer American-Football-Spieler (* 1961)

### Februar

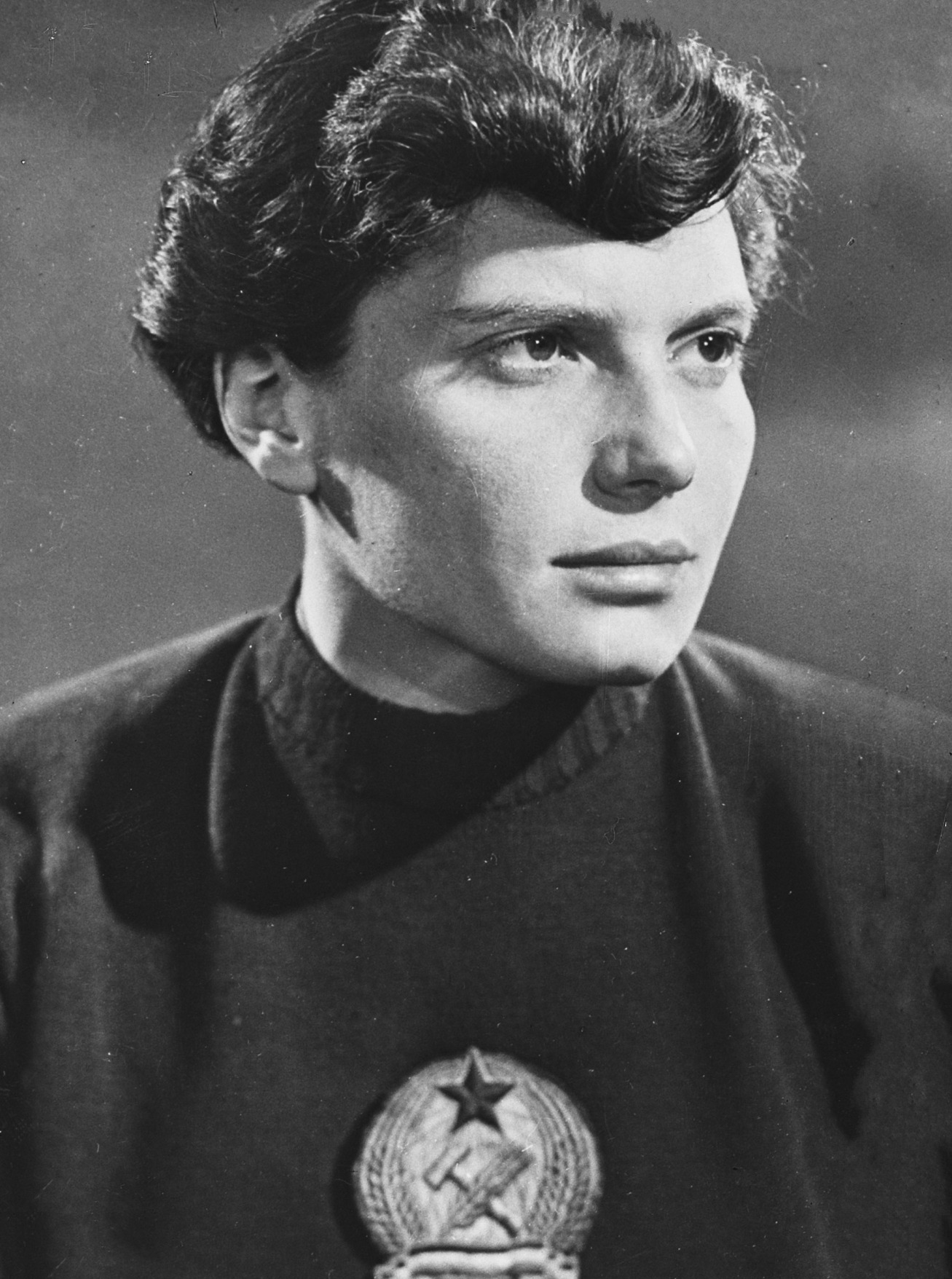
Éva Székely (1956)

- 03. Februar: Willie Wood, US-amerikanischer American-Football-Spieler (* 1936)
- 04. Februar: Alexander Skworzow, russischer Eishockeyspieler und -trainer (* 1954)
- 07. Februar: Brian Glennie, kanadischer Eishockeyspieler (* 1946)
- 10. Februar: Mario Ghella, italienischer Bahnradsportler (* 1929)
- 12. Februar: Tamás Wichmann, ungarischer Kanute (* 1948)
- 13. Februar: Hans Frenzel, deutscher Eishockeyspieler und -trainer (* 1928)
- 13. Februar: Karel Neffe, tschechoslowakischer Ruderer (* 1948)
- 16. Februar: Barry Hulshoff, niederländischer Fußballspieler und -trainer (* 1946)
- 19. Februar: Hans Simon, deutscher Sporthistoriker (* 1928)
- 23. Februar: Amr Fahmy, ägyptischer Fußballfunktionär (* 1983)
- 23. Februar: Jürgen Weineck, deutscher Sportwissenschaftler (* 1941)
- 24. Februar: Jan Kowalczyk, polnischer Springreiter (* 1941)
- 25. Februar: Kurt Sakowski, deutscher Leichtathlet (* 1930)
- 27. Februar: Franz Anderrüthi, Schweizer Bergsteiger (* 1931)
- 28. Februar: Peter Hübner, deutscher Tischtennisspieler (* 1938)
- 28. Februar: Hennadij Kusmin, sowjetischer bzw. ukrainischer Schachspieler (* 1946)
- 28. Februar: Esala Teleni, fidschianischer Rugbyspieler (* unbekannt)
- 29. Februar: Éva Székely, ungarische Schwimmerin (* 1927)
- 29. Februar: Andrei Wedernikow, sowjetischer bzw. russischer Radrennfahrer (* 1959)

### März
- 01. März: Eberhard Figgemeier, deutscher Sportjournalist (* 1947)
- 01. März: Ron Webb, australischer Radrennbahnkonstrukteur (* 1932)
- 04. März: Walter Hubmann, österreichischer Skitrainer (* 1958)
- 04. März: Robert Schawlakadse, sowjetischer Leichtathlet und Olympiasieger (* 1933)
- 05. März: Antonio Permunian, Schweizer Fußballspieler (* 1930)
- 06. März: Henri Richard, kanadischer Eishockeyspieler (* 1936)
- 09. März: Koichi Sugimura, japanischer Karateka (* 1940)

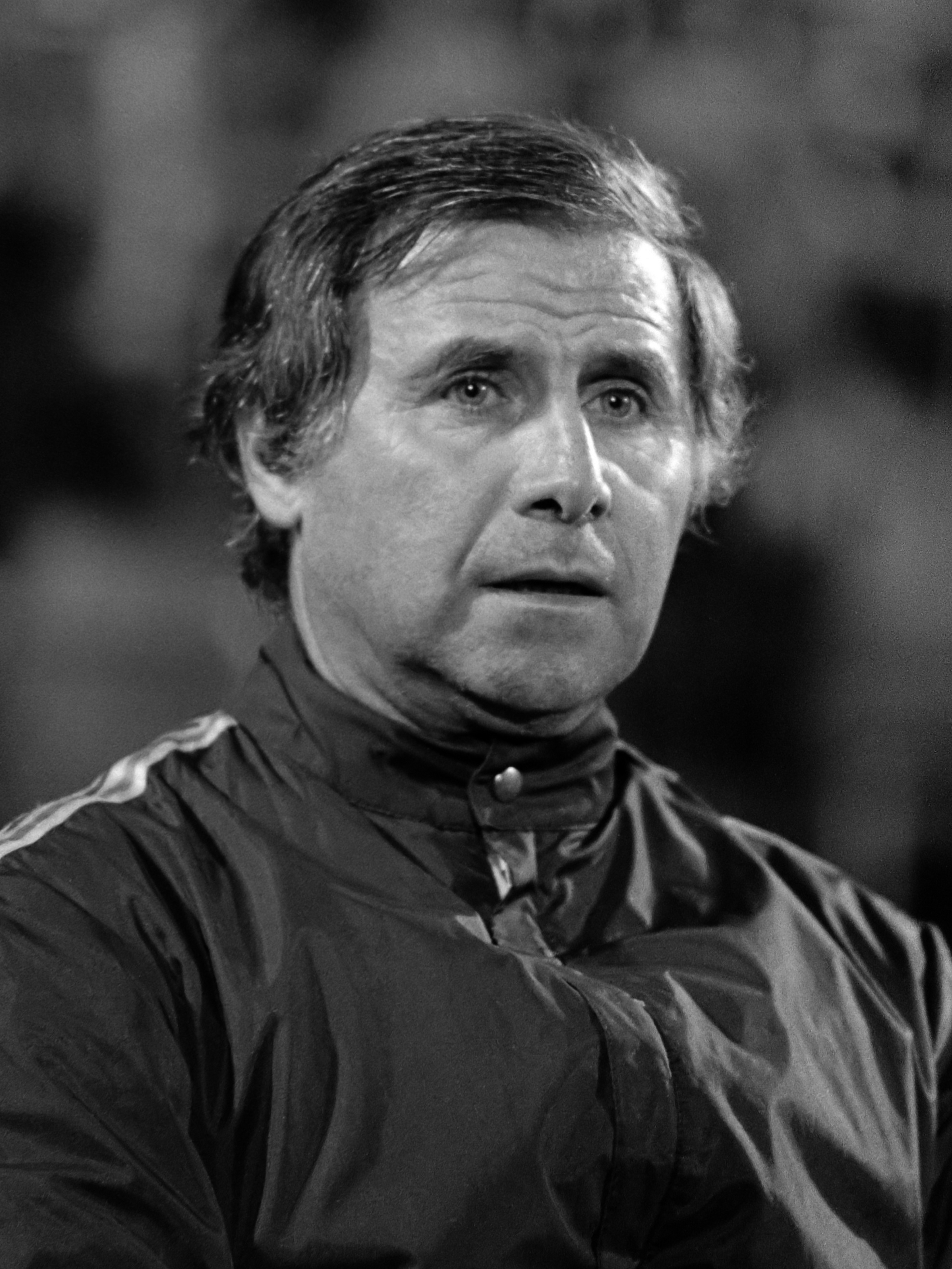
Michel Hidalgo (1981)

- 10. März: Kurt Liander, schwedischer Fußballspieler und -trainer (* 1932)
- 11. März: József Gyuricza, ungarischer Fechter (* 1934)
- 11. März: Aarne Kainlauri, finnischer Leichtathlet (* 1915)
- 11. März: Irina Kiritschenko, russische Radrennfahrerin (* 1937)
- 11. März: Tetjana Prorotschenko, ukrainische Leichtathletin (* 1952)
- 11. März: Del Shofner, US-amerikanischer American-Football-Spieler (* 1934)
- 12. März: Bernhard Bergmann, deutscher Fußballspieler (* 1948)
- 12. März: Wolfgang Hofmann, deutscher Judoka (* 1941)
- 13. März: Dana Zátopková, tschechische Speerwerferin (* 1922)
- 17. März: Roger Mayweather, US-amerikanischer Boxer und Boxtrainer (* 1961)
- 19. März: Peter Whittingham, englischer Fußballspieler (* 1984)
- 20. März: Amadeo Carrizo, argentinischer Fußballspieler (* 1926)
- 20. März: Allah Ditta, pakistanischer Leichtathlet (* 1932)
- 20. März: Borislav Stanković, jugoslawischer Basketballfunktionär (* 1925)
- 20. März: Vladimír Zábrodský, tschechischer Eishockeyspieler und -trainer (* 1923)
- 22. März: Branko Cikatić, kroatischer Kickboxer (* 1954)
- 24. März: John Davies, australischer Schwimmer (* 1929)
- 24. März: Ignacio Trelles, mexikanischer Fußballspieler und -trainer (* 1916)
- 26. März: Michel Hidalgo, französischer Fußballspieler und -trainer (* 1933)
- 26. März: Jimmy Wynn, US-amerikanischer Baseballspieler (* 1942)
- 28. März: Azam Khan, pakistanischer Squashspieler (* 1926), pakistanischer Squashspieler (* 1926)
- 30. März: Ivo Mahlknecht, italienischer Skirennläufer (* 1939)

### April
- 02. April: Gregorio Benito, spanischer Fußballspieler (* 1946)
- 04. April: Tom Dempsey, US-amerikanischer American-Football-Spieler (* 1947)
- 05. April: Bobby Mitchell, US-amerikanischer American-Football-Spieler und -Funktionär (* 1935)
- 06. April: Radomir Antić, jugoslawischer Fußballspieler und -trainer (* 1948)
- 06. April: Al Kaline, US-amerikanischer Baseballspieler (* 1934)
- 07. April: Roger Chappot, französisch-schweizerischer Eishockeyspieler (* 1940)
- 08. April: Georges Hacquin, belgischer Autorennfahrer (* 1924)
- 08. April: Josef Klik, deutscher Leichtathlet (* 1935)
- 08. April: Lars-Eric Lundvall, schwedischer Eishockeyspieler und -trainer (* 1934)
- 08. April: Pat Stapleton, kanadischer Eishockeyspieler und -trainer (* 1940)
- 09. April: Tullio Abbate, italienischer Rennsportbootfahrer (* 1944)

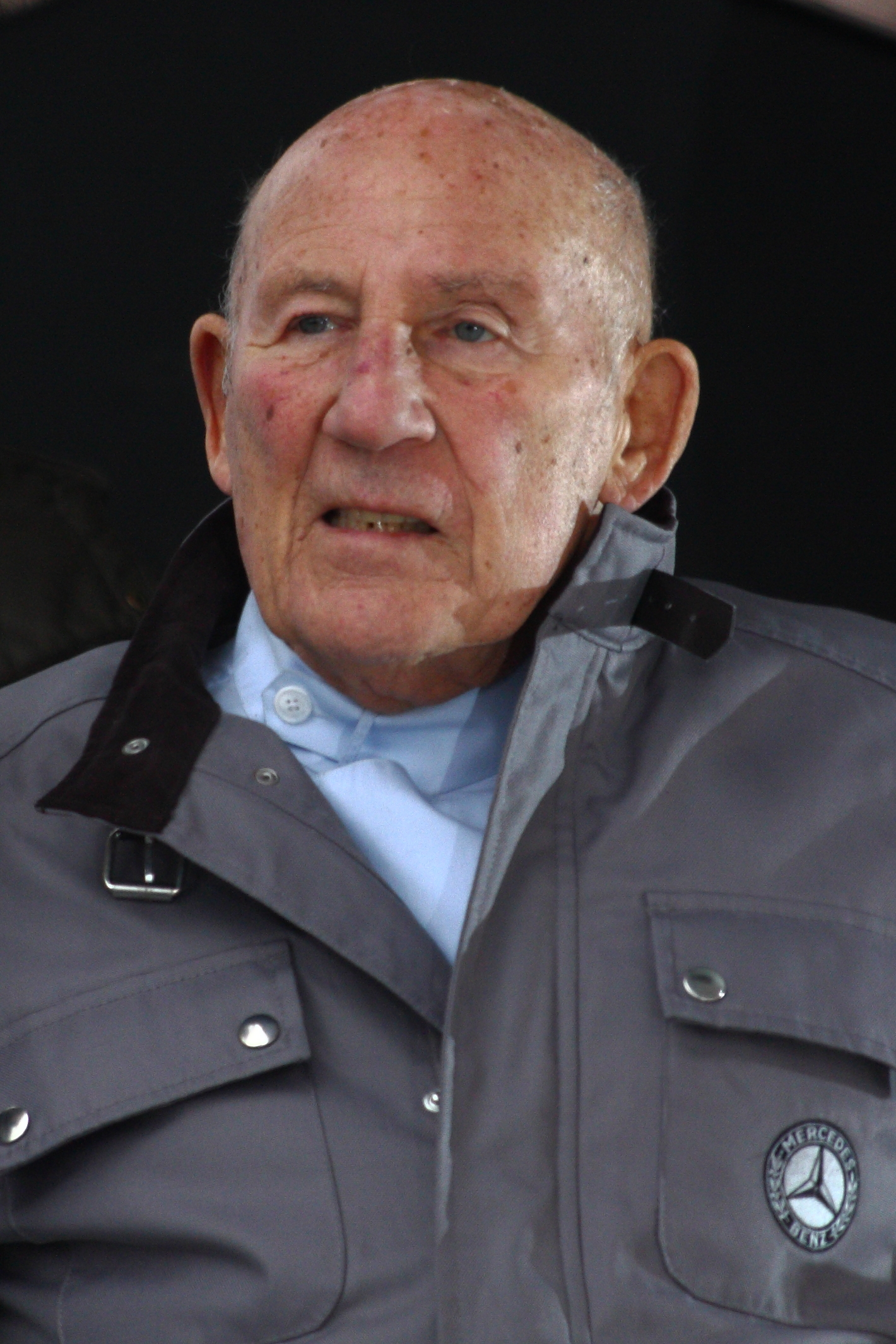
Stirling Moss (2014)

- 10. April: Tom Webster, kanadischer Eishockeyspieler, -trainer und -scout (* 1948)
- 12. April: Peter Bonetti, britischer Fußballspieler (* 1941)
- 12. April: Toussaint Fouda, kamerunischer Radrennfahrer (* 1958)
- 12. April: Sascha Hupmann, deutscher Basketballspieler (* 1970)
- 12. April: Stirling Moss, britischer Automobilrennfahrer (* 1929)
- 14. April: Nathan Brooks, US-amerikanischer Boxer (* 1933)
- 15. April: Joe Brown, britischer Bergsteiger (* 1930)
- 15. April: Willie Davis, US-amerikanischer American-Football-Spieler (* 1934)
- 17. April: Norman Hunter, englischer Fußballspieler (* 1943)
- 18. April: Dieter Hofmann, deutscher Turntrainer (* 1941)
- 18. April: François Lafortune, belgischer Sportschütze (* 1932)
- 19. April: Margit Otto-Crépin, französische Dressurreiterin (* 1945)
- 20. April: Hein Bollow, deutscher Jockey und Galopptrainer (* 1920)
- 21. April: Teruyuki Okazaki, japanischer Karateka, Träger des 10. Dan (* 1931)
- 22. April: Sarbeg Beriaschwili, sowjetischer bzw. georgischer Ringer (* 1939)
- 22. April: Hartwig Gauder, deutscher Leichtathlet (Geher) und Olympiasieger (* 1954)
- 25. April: Douglas Anakin, kanadischer Bobfahrer und Rodler (* 1930)
- 27. April: Marina Basanowa, russische Handballspielerin und -trainerin (* 1962)
- 27. April: Robert Herbin, französischer Fußballspieler und -trainer (* 1939)
- 29. April: Jānis Lūsis, sowjetischer Speerwerfer und Olympiasieger (* 1939)

### Mai
- 03. Mai: Stefan Burkart, Schweizer Leichtathlet (* 1957)
- 04. Mai: Don Shula, US-amerikanischer American-Football-Trainer (* 1930)
- 14. Mai: Ronald Ludington, US-amerikanischer Eiskunstläufer (* 1934)
- 21. Mai: Gerd Strack, deutscher Fußballspieler (* 1955)
- 22. Mai: Jerry Sloan, US-amerikanischer Basketballspieler und -trainer (* 1942)

### Juni
- 02. Juni: Wes Unseld, US-amerikanischer Basketballspieler (* 1946)
- 09. Juni: Ödön Földessy, ungarischer Leichtathlet (* 1929)
- 11. Juni: Hermann Salomon, deutscher Leichtathlet (* 1938)
- 17. Juni: Willie Thorne, englischer Snookerspieler (* 1954)
- 18. Juni: Noël Vandernotte, französischer Ruderer (* 1923)

### Juli
- 02. Juli: Joseph Moroni, französischer Ruderer (* 1938)
- 05. Juli: Willi Holdorf, deutscher Leichtathlet (Zehnkampf) und Fußballtrainer (* 1940)
- 08. Juli: Finn Christian Jagge, norwegischer Skirennläufer (* 1966)
- 20. Juli: Neil Crang, australischer Autorennfahrer (* 1949)
- 20. Juli: Rainer Geserich, deutscher Fußballspieler (* 1942)
- 22. Juli: Alexander Gussew, russischer Eishockeyspieler und -trainer (* 1947)

### August
- 01. August: Elly Lieber, österreichische Rennrodlerin (* 1932)
- 03. August: Ernesto Brambilla, italienischer Rennfahrer (* 1934)
- 03. August: Roger De Pauw, belgischer Radrennfahrer (* 1921)
- 13. August: Irene Piotrowski, kanadische Leichtathletin (* 1941)
- 20. August: Ágnes Bánfai, ungarische Kunstturnerin (* 1947)

### September
- 11. September: Juan Vicente Morales, uruguayischer Fußballspieler (* 1956)
- 17. September: Larry Wilson, US-amerikanischer American-Football-Spieler, -Trainer und -Funktionär (* 1938)

### Oktober
- 08. Oktober: Charles Moore, US-amerikanischer Hürdenläufer und Olympiasieger (* 1929)
- 25. Oktober: Fritz Gallati, Schweizer Radrennfahrer (* 1935)

### November
- 03. November: Matti Laakso, finnischer Ringer (* 1939)
- 09. November: Tom Heinsohn, US-amerikanischer Basketballspieler, -trainer und -funktionär (* 1934)
- 13. November: Paul Hornung, US-amerikanischer American-Football-Spieler (* 1935)
- 17. November: Anneliese Schuh-Proxauf, österreichische Skirennläuferin (* 1922)
- 22. November: Peter Anders, deutscher Fußballspieler (* 1949)
- 25. November: Diego Maradona, argentinischer Fußballspieler und -trainer (* 1960)
- 29. November: Papa Bouba Diop, senegalesischer Fußballspieler (* 1978)

### Dezember
- 07. Dezember: Horst Kubik, deutscher Eishockeyspieler und -trainer (* 1929)
- 09. Dezember: Paolo Rossi, italienischer Fußballspieler (* 1956)
- 15. Dezember: Jan Błoński, polnischer Sportfunktionär (* 1949)
- 20. Dezember: Dietrich Weise, deutscher Fußballspieler und -trainer (* 1934)
- 25. Dezember: Edgar Meddings, britischer Bobfahrer (* 1923)
- 26. Dezember: Milka Babović, jugoslawische Sprint- und Hürdenläuferin sowie Journalistin (* 1928)
- 30. Dezember: Aldo Andretti, US-amerikanischer Automobilrennfahrer (* 1940)